# العلاقات الكورية الشمالية المولدوفية
العلاقات الكورية الشمالية المولدوفية هي العلاقات الثنائية التي تجمع بين كوريا الشمالية ومولدوفا.

## مقارنة بين البلدين
هذه مقارنة عامة ومرجعية للدولتين:
| وجه المقارنة                                              | كوريا الشمالية                        | مولدوفا                           |
| --------------------------------------------------------- | ------------------------------------- | --------------------------------- |
| المساحة (كم2)                                             | 120.54 ألف                            | 33.85 ألف                         |
| عدد السكان (نسمة)                                         | 25.49 مليون                           | 2.55 مليون                        |
| الكثافة السكانية (ن./كم²)                                 | 211.47                                | 75.33                             |
| العاصمة                                                   | بيونغيانغ                             | كيشيناو                           |
| اللغة الرسمية                                             | لغة كوريا الشمالية القياسية ‏          | اللغة المولدوفية، اللغة الرومانية |
| العملة                                                    | وون كوري شمالي                        | ليو مولدوفي                       |
| الناتج المحلي الإجمالي (بليون دولار)                      |                                       | 8.13 مليار                        |
| الناتج المحلي الإجمالي (تعادل القوة الشرائية) بليون دولار |                                       | 17.94 مليار                       |
| الناتج المحلي الإجمالي الاسمي للفرد دولار أمريكي          |                                       | 3.65 ألف                          |
| الناتج المحلي الإجمالي للفرد دولار أمريكي                 |                                       | 4.98 ألف                          |
| مؤشر التنمية البشرية                                      |                                       | 0.693                             |
| رمز المكالمات الدولي                                      | +850                                  | +373                              |
| رمز الإنترنت                                              | .kp                                   | .md                               |
| المنطقة الزمنية                                           | ت ع م+08:30، ت ع م+08:30، ت ع م+09:00 | ت ع م+02:00، ت ع م+03:00          |

## مدن متوأمة
في ما يلي قائمة باتفاقيات التوأمة بين مدن كورية شمالية ومولدوفية:
- ترتبط كايسونغ مع بالتسي باتفاقية توأمة.

## منظمات دولية مشتركة
يشترك البلدان في عضوية مجموعة من المنظمات الدولية، منها:
| علم المنظمة | اسم المنظمة              | تاريخ انضمام كوريا الشمالية | تاريخ انضمام مولدوفا |
| ----------- | ------------------------ | --------------------------- | -------------------- |
|             | الأمم المتحدة            | 17 سبتمبر 1991              | 2 مارس 1992          |
|             | الاتحاد الدولي للاتصالات | ?                           | 20 أكتوبر 1992       |
|             | الاتحاد البريدي العالمي  | ?                           | ?                    |
|             | يونسكو                   | 18 أكتوبر 1974              | 27 مايو 1992         |

## وصلات خارجية
- موقع وزارة الخارجية الكورية الشمالية
- موقع وزارة الخارجية المولدوفية